# NGC 2768
NGC 2768 ist eine elliptische Galaxie vom Hubble-Typ E6 im Sternbild Großer Bär am Nordsternhimmel. Sie ist schätzungsweise 64 Millionen Lichtjahre von der Milchstraße entfernt und besitzt einen aktiven Galaxienkern.
Das Objekt wurde am 19. März 1790 von dem deutsch-britischen Astronomen William Herschel entdeckt.
Am 10. Oktober 2000 wurde in NGC 2768 die Supernova SN 2000ds entdeckt.

## NGC 2768-Gruppe (LGG 167)
| Galaxie   | Alternativname | Entfernung/Mio. Lj |
| --------- | -------------- | ------------------ |
| NGC 2768  | PGC 25915      | 64                 |
| NGC 2654  | PGC 24784      | 63                 |
| NGC 2726  | PGC 25498      | 71                 |
| NGC 2742  | PGC 25640      | 61                 |
| PGC 24545 | UGC 4549       | 61                 |